# 封閉經濟
封闭经济是一种自给自足的体制，这个术语常用于描述一国的政治体制或经济系统，实行封闭经济的实体可以在没有外部援助或国际贸易的情况下生存和维持。但封闭经济不一定指一个经济实体。例如，军事上的“封闭经济”指一个国家在没有外援的情况下可以自卫。

## 词源
「封闭经济」（英語：Autarky）一詞来源于希臘語一词，原意为「自给自足」，（有时会被误认为「独裁」一词）。

## 现代实例
重商主义在17世纪至18世纪被一些帝国采用，它禁止或限制与帝国外的贸易。在20世纪30年代，封闭经济成为了纳粹德国的施政目标。当局最大化其经济集团内部的贸易，而最小化与外部的贸易，特别是当时的世界强国，如英国、苏联、法国等。
当今，完全的封闭经济体系已经很罕见——甚至当代朝鲜也不例外，它虽然声称实行主体思想，但是仍与中国、俄罗斯、叙利亚、伊朗、越南以及一些欧非国家有着广泛的贸易，并引进了道路、电力等现代化产品。

## 历史实例
- 塔利班统治下的阿富汗，从1996年至2001年。
- 阿尔巴尼亚在1976年险些转型为封闭经济体制，时任共产党领导人恩维尔·霍查创立了一个所谓的"自力更生"的政策。[3]直到1991年前，贸易仍受到严格限制。1991年後實現了贸易自由化。[4]
- 奥匈帝国(1867—1918)拥有超过5000万人口，独立于世界市场，因而被称为"封闭经济"。[5]
- 缅甸特色的封闭经济被称为缅甸式社会主义，在独裁者奈温统治下于1962年至1988年实施，2011年後實現了贸易自由化。
- 红色高棉统治下的柬埔寨，從1975至1979年。
- 福布斯·伯纳姆的人民全國大會专政下的圭亚那，從1970至1985年。
- 印度曾有一个近乎封闭经济的政策，从1950年起实行并在1980年达到高潮，最终在1991年破产。[6]
- 意大利的墨索里尼声称自己实行封闭经济[7]，特别是在1935年入侵阿比西尼亚以及随后的贸易禁运后。但事实上，它仍与德国其他地区保持贸易关系。
- 日本在江户时代时曾实行部分的封闭经济，仅与中国、李氏朝鲜和荷兰保持着适度的贸易。
- 朝鲜的官方意识形态主體思想基于强烈的封闭经济思想，甚至連糧食也要自給自足，也由於北韓奉行鎖國政策，至今北韓的經濟自由度仍為全球最封閉。
- 美国在美国革命后由于自身实力与英国的强烈差距使其差点成为实行封闭经济的国家。时任总统托马斯·杰弗逊宣布了1807禁运法案，以阻止国际航运。禁运从1807年12月一直持续到1809年3月。[8]

## 政治与经济上的困境
一个封闭经济体系在各方面都可能会出现规模不经济现象。显而易见，一些国家受气候条件、地理位置土地面积或人口数量的限制而不能直接获得某些原材料，如石油、煤炭、天然气、羊毛。因此，在资源稀缺的情况下，生产成本变得相对昂贵，而消费者与企业就需要付出更多,因而造成"规模不经济"。

## 附加链接
- Autarky in Spain （页面存档备份，存于） - Article discussing Autarky under the Franco dictatorship.